# Jaskier pędzelkowaty

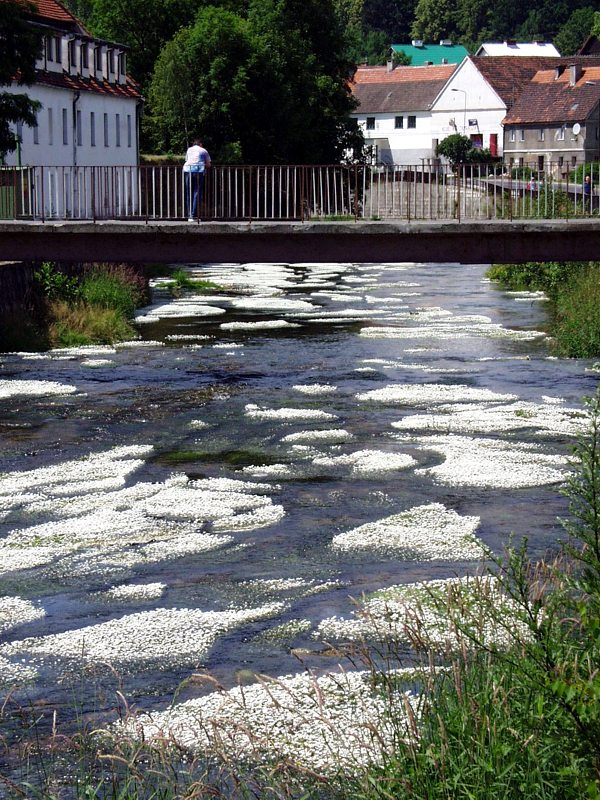
Kwitnący jaskier pędzelkowaty w Lądku-Zdroju

Jaskier pędzelkowaty, włosienicznik pędzelkowaty (Ranunculus penicillatus (Dumort) Bab.) – gatunek rośliny wieloletniej z rodziny jaskrowatych.  

## Zasięg geograficzny
Gatunek występujący przede wszystkim w Europie Zachodniej. Jego naturalny zasięg sięga od Estonii po Irlandię i Portugalię. Podawany również z Rosji i Bałkanów, ale prawdopodobnie są to błędne oznaczenia przedstawicieli innych gatunków. W Polsce występuje na dwóch stanowiskach w górskich rzekach na południowym zachodzie kraju, na Białej Lądeckiej i Czarnuszce w Sudetach Wschodnich.

## Morfologia
ŁodygaDługość do 3 m.
LiścieLiście pływające mają nerkowaty kształt, są długoogonkowe, karbowane, o karbach całobrzegich lub (rzadko) ząbkowanych. Liście zanurzone są podłużne, mają długość do 20 cm, równą co do długości lub dłuższą od międzywęźli. Wszystkie liście posiadają przylistki.
KwiatyKwiaty wyrastają pojedynczo na długich szypułkach. Mają białe płatki o długości do 20 mm. Wewnątrz okwiatu liczne pręciki, słupki i gruszkowatego kształtu miodniki. Dno kwiatowe owłosione.
OwocOwłosione niełupki, później łysiejące.

## Biologia i ekologia
Bylina, hydrofit. Występuje w płynących wodach, w podgórskich strumieniach i rzekach o kamienisto-piaszczystym dnie, o dość szybkim nurcie wody o niskiej temperaturze. Ma stosunkowo szeroki zakres tolerancji ekologicznej. W zależności od regionu jego wymagania siedliskowe mogą się różnić – w Irlandii jest wszędobylski, podczas gdy w Wielkiej Brytanii preferuje wody uboższe, miękkie. Kwitnie od czerwca do sierpnia, jednakże na niektórych stanowiskach nie wytwarza nasion.

## Zmienność
Gatunek zróżnicowany na dwa podgatunki:
- Ranunculus penicillatus subsp. penicillatus
- Ranunculus penicillatus subsp. pseudofluitans (Syme) S.D.Webster

## Zagrożenia i ochrona
Roślina objęta w Polsce od 2004 ścisłą ochroną gatunkową. Kategorie zagrożenia:
- Kategoria zagrożenia w Polsce według Czerwonej listy roślin i grzybów Polski (2006)[9]: R (rzadki); 2016: EN (zagrożony)[10].
- Kategoria zagrożenia w Polsce według Polskiej Czerwonej Księgi Roślin (2001): VU (narażony); 2014: EN (zagrożony)[11].

Główna przyczyną zagrożenia dla gatunku jest gospodarka wodna ludzi: regulacja brzegów, czyszczenie dna rzeki a także zanieczyszczenie wód.
- Kategoria zagrożenia w Czechach: CE (krytycznie zagrożony)[4]
- Kategoria zagrożenia w Unii Europejskiej: LC (mniejszej troski) – w skali kontynentu jest gatunkiem o szerokim występowaniu i bez wyraźnego zagrożenia[4].